# حقوق المرأة في إيران

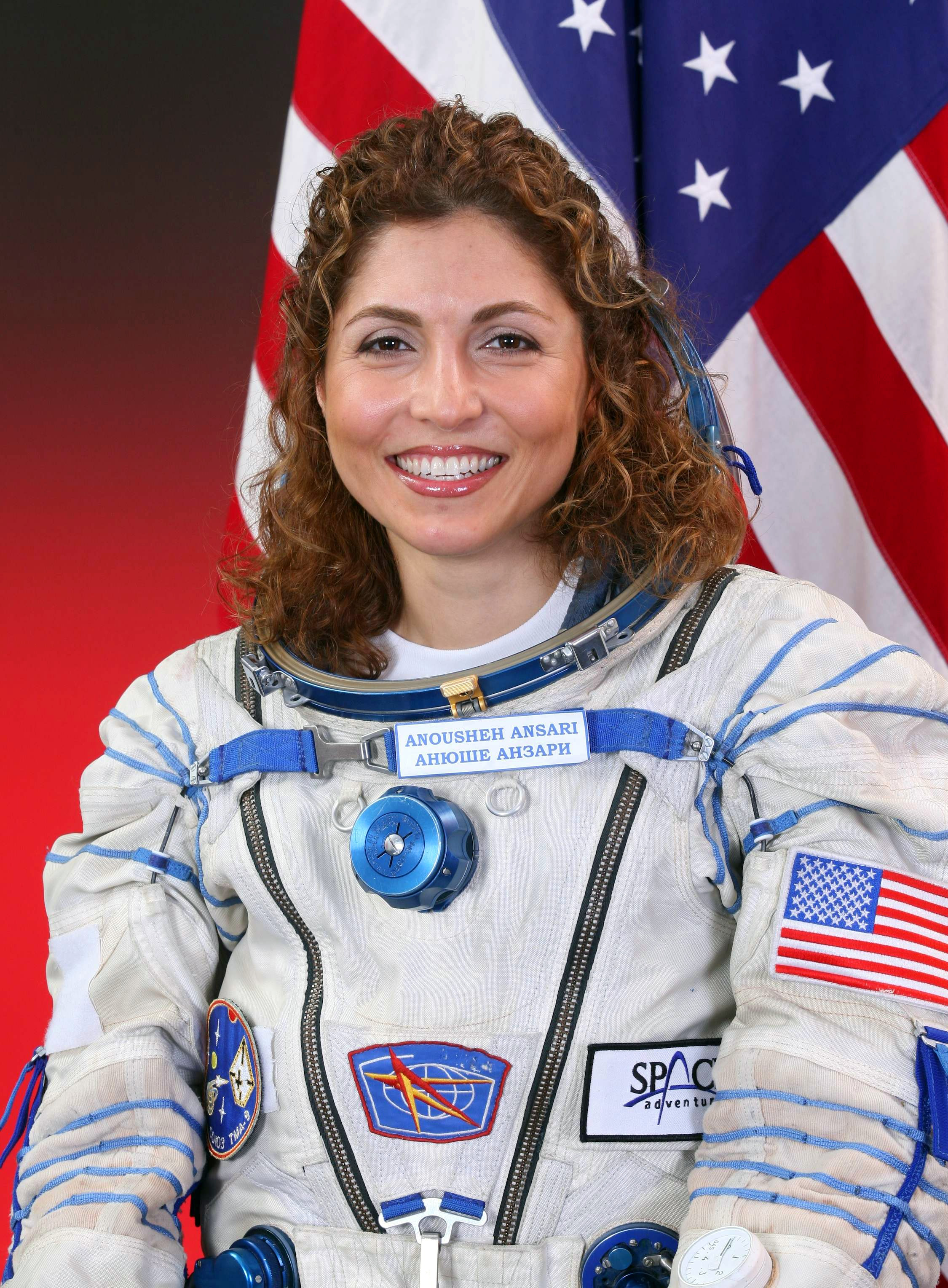
أنوشه أنصاري أول امرأة إيرانية ومسلمة تصل إلى الفضاء

تغيرت حقوق المرأة الإيرانية ووضعها القانوني كثيراً خلال الحقب التاريخية والسياسية، كحق الزواج والطلاق والتعليم والملابس والحجاب والصحة والقضايا المتعلقة بالإجهاض وحق التصويت؛ فقد حظر الحجاب في الأماكن العامة حظرًا تامًّا في عهد الشاه رضا بهلوي، بينما فرض عليهن ارتداؤه بعد الثورة الإسلامية عام 1979.
وقد أثبتت المرأة الإيرانية قدرتها على الوقوف جنبًا إلى جنب مع الرجل؛ فقد شاركت في الثورة الدستورية الفارسية، ولعبت دورًا حيويًا فيها، لتشكل بداية خروج المرأة إلى المجال العام ووعيها بحقوقها، وشاركت كذلك في الثورة الإسلامية منذ بدايتها.
وفي عهد محمد رضا بهلوي حصلت المرأة على حق التصويت، وعينت وزيرة وقاضية، لكن تقلصت حقوقها كثيرًا بعد انتصار الثورة الإسلامية وتسلم آية الله الخميني للسلطة؛ كانخفاض السن القانوني لزواج الفتاة، وعزل القاضيات من مناصبهن كالمحامية الحاصلة على جائزة نوبل شيرين عبادي، وعدم مساواة المرأة في الميراث وغيرها من الحقوق. تحسنت أوضاع المرأة نسبيًّا في حقبة ما بعد الخميني؛ إذ حدثت طفرة في أعداد النساء العاملات منذ بداية التسعينات، كما تغيرت القوانين المتعلقة بالزواج والطلاق لتعطي حقوقًا أكبر للمرأة، واعتبارًا من 2006 شكلت الفتيات أكثر من نصف طلبة الجامعة في إيران.
تميزت المرأة الإيرانية أيضًا في مجال الرياضة وكذلك في الألعاب الأولمبية.
ففي عام 2005 أصبحت فرخندة صادق ولاليه كيشافاراز أول سيدتين مسلمتين تصعدان قمة إفرست وفي 2006 فازت لاعبات رياضة الوارسو بخمس ميداليات في مهرجان الووشو العالمي الدولي الثالث في وارسو. وأخيرا نالت لاعبة التايكواندو الإيرانية كيميا علي زاده علی ميدالية برونزية في الألعاب الأولمبية الصيفية 2016 وهي حققت لإيران أولى ميدالياتها النسوية في منافسات الأولمبياد مرتدية لحجابها.

## التاريخ

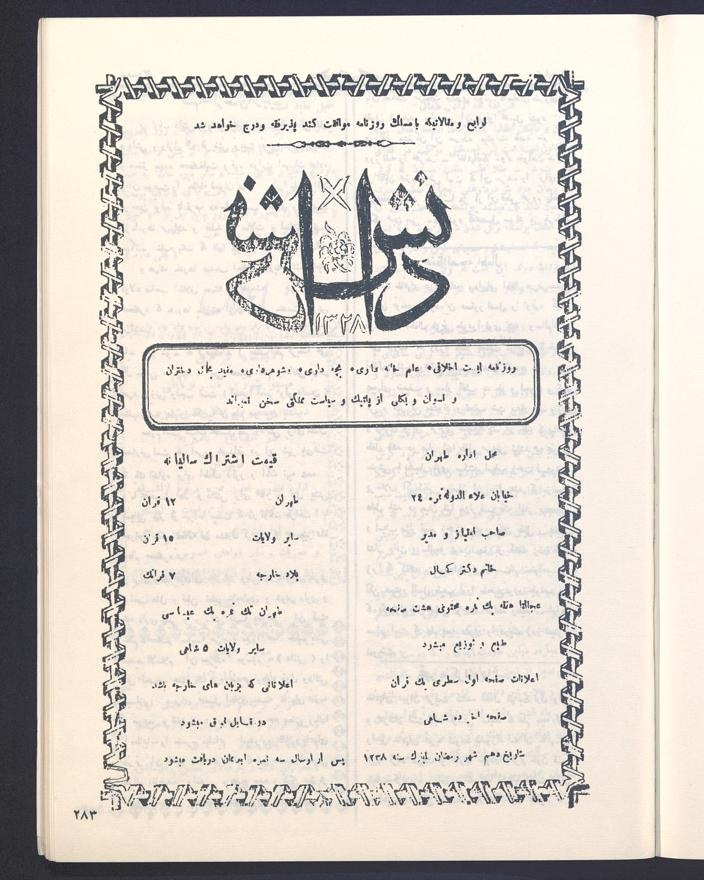
مجلة دانش

### الثورة الدستورية الفارسية
لعبت المرأة دوراً كبيراً في الثورة الدستورية الفارسية؛ فقد شاركت النساء بأعداد كبيرة في الشؤون العامة، وتقلدن مناصب هامة في الصحافة والمدارس والجمعيات التي ازدهرت من 1911 حتى 1924. ومن النساء البارزات اللواتي لعبن دوراً حيوياً في الثورة: بيبي خانوم أسترابادي، محترم إسكندري، صديقة دولت أبادي وقمر الملوك فازيري.
في مطلع القرن العشرين انجذبت المزيد من النساء الفارسيات المتعلمات إلى الكتابة والصحافة؛ فكانت دانِشْ (المعرفة) (1907) أول مجلة متخصصة في قضايا المرأة، ثم شِكوفِهْ (الزهر)، نامه بانوان (رسالة المرأة)، عالم نسوان (عالم المرأة) ونسوان وطن خاه (النساء الوطنيات) تم طبعهم في طهران، وكذلك جهان زنان (عالم المرأة) في مشهد، دختران إيران (بنات إيران) في شيراز، وغيرها في بندر أنزلي ورشت، وقد استهدفت هذه الصحف قضايا المرأة في جميع أنحاء إيران. وعلى الرغم من أن هزيمة الدستوريين (1921–1925) وتوطيد سلطة الشاه رضا بهلوي (1925–1941) دمرت الصحف والجماعات النسائية، إلا أن الدولة في تلك السنوات قامت بإصلاحات اجتماعية كعمالة النساء مدفوعة الأجر. وشرع رضا بهلوي في تنفيذ سياسته المثيرة للجدل في خلع الحجاب؛ حيث منع ارتداء الحجاب الإسلامي في الأماكن العامة، وكغيرها من قطاعات المجتمع في عهد رضا شاه، تم منع النساء من التعبير عن رأيهن وقمع المعارضة.

### عهد الشاه محمد رضا بهلوي
بدأت حكومة الشاه «الثورة البيضاء» عام 1962، وصدق بعض حقوق المرأة كحق التصويت وقانون حماية الأسرة عام 1967، ثم عملت بشكل أكبر لصالح المرأة عام 1975؛ حيث انتهى الطلاق خارج نطاق القضاء وقيد تعدد الزوجات ورفع الحد الأدنى لسن الزواج إلى 18 بعدما كان 13-15 عاماً.
وفي أواخر الستينات دخلت المرأة مجال القضاء والشرطة وغيرها، وتقلدت فاروخرو بارسا منصب وزير التعليم؛ لتكون أول امرأة تتأهل لهذا المنصب. وعام 1969 تحديداً تم تعيين خمس قاضيات في إيران، كشيرين عبادي الحائزة على جائزة نوبل للسلام.
كما تم تشكيل المنظمة النسائية الإيرانية عام 1966.

### الجمهورية الإسلامية

#### النساء والثورة الإسلامية الإيرانية

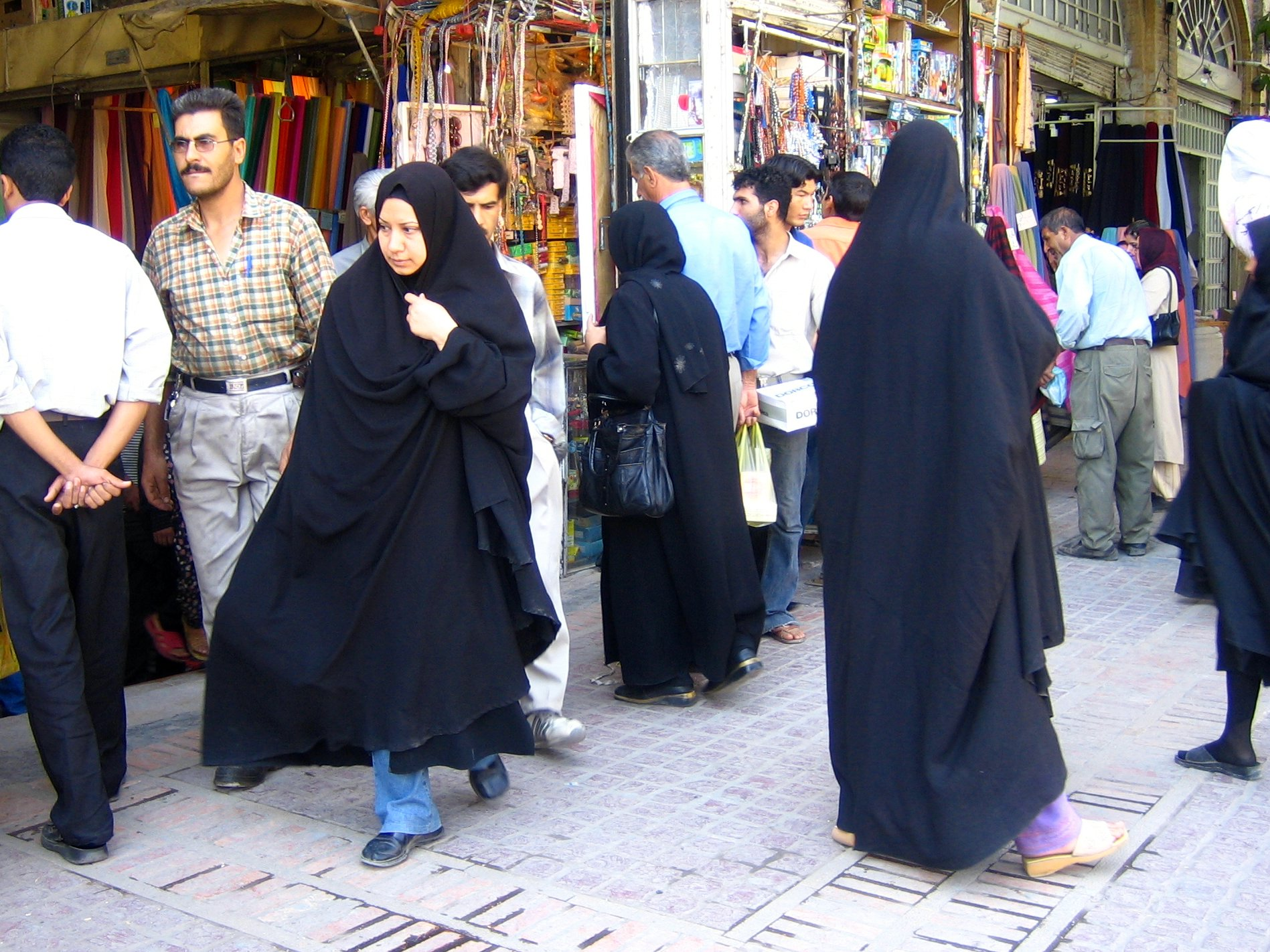
نساء يرتدين الشادور في شيراز، إيران

شاركت النساء بقوة في الثورة الإسلامية عام 1979 التي أطاحت بالشاه.
عندما بدأت الثورة الإيرانية في 1977، قامت النساء بعمل مسيرات احتجاجية في مناطق عديدة واخترن ارتداء الشادور كرمز للاحتجاج؛ بسبب منع رضا بهلوي ارتداءه، كما قررن أن يظهرن دعمهن لروح الله الخميني وظننَّ أنها الطريقة المثلى لذلك، وحتى اللواتي لم يخترن ارتداء الشادور قبل حظر الحجاب في إيران، قمن بارتداء هذه الملبس المحتشم لإظهار دعمهن للخميني ونفورهن من الشاه. وارتداء الشادور ساعد المجتمع الإيراني بأن جعل من نسائه قوة موحدة؛ فعلى غرار المجتمعات الأخرى، تنتمي النساء إلى طبقات اجتماعية متفاوتة، وبارتداء الشادور شعرن بالمساواة بين جميع فئات النساء اللواتي يناضلن لنفس السبب.
لكن الأمور لم تسر على ما يرام، فبعد قيام الجمهورية الإسلامية الإيرانية قلّص آية الله الخميني حقوق النساء التي اعتدن عليها في عهد الشاه؛ فبعد شهور من قيام الجمهورية الإسلامية تم إلغاء قانون حماية الأسرة، وأجبرت موظفات الحكومة على ارتداء زي إسلامي موحد، ومنعت النساء من أن يعملن كقاضيات، وتم الفصل بين الجنسين في الشواطئ والرياضات، كما انخفض سن الزواج القانوني للإناث ليصبح 9 سنوات (ثم ارتفع لـ13 سنة)، ومنعت النساء من حضور المدارس المنتظمة.
وعلى الفور احتجت النساء على هذه السياسات؛ فالثورة الإسلامية هي المسؤولة عن عدم مساواة المرأة في الميراث وغيرها من الحقوق المدنية، ومسؤولة أيضاً عن الفصل بين الجنسين فصلاً صارماً في أماكن عدة من الفصول الدراسية إلى منحدرات التزلج للحافلات العامة.

#### الحجاب

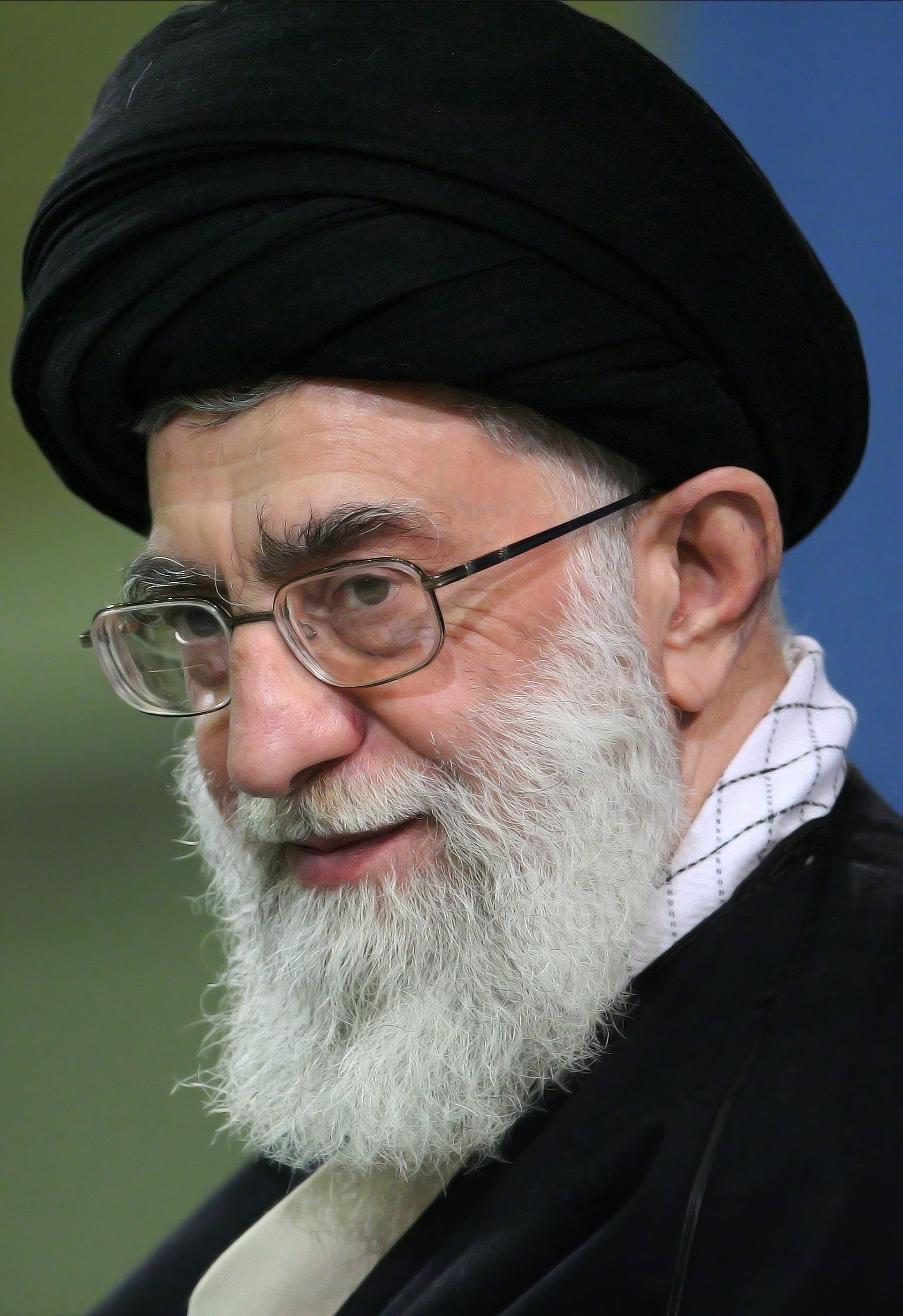
علي الحسيني الخامنئي

يشمل الحجاب في إيران اليوم الاختيار بين ارتداء الشادور والربوش والحجاب. الشادور هو زي شديد الاحتشام، لونه أسود أو أي لون داكن، يغطي جسد المرأة من رأسها ثم ينسدل فضفاضاً ليغطيها حتى قدميها، والربوش أو البالطو هو زي طويل يشبه معطف الخندق. ويجب أن يكون الزي متماشياً مع تعاليم الإسلام، ولا يجب على النساء أن يتحجبن أمام أقاربهن من المحارم، لكن يجب عليهن أن يكنَّ محتشمات أمام غير المحارم.
والفرق بين الحيز العام والخاص يعتمد على الطبقة الاجتماعية التي تنتمي لها المرأة؛ فهناك أماكن عامة كالأسواق والمكاتب والشوارع، أما عندما يتعلق الأمر بالمنازل فالأمر مختلف؛ فنساء الطبقة العليا منازلهن بها غرف استقبال للضيوف، ولا تدخل النساء هذه الغرف عادةً أثناء وجود الضيوف بل يمكثن في أنحاء البيت الأخرى حتى انصرافهم. أما من لا يمتلكن مثل هذه الغرف في منازلهن، فعليهن أن يهرعن لارتداء ملابس مناسبة قبل دخول الضيف، وإذا كانت المرأة وحيدة في المنزل أو بصحبة أخريات فلا يتم استقبال الضيوف من الرجال؛ إذ لا توجد مصالح مشتركة بين النساء والرجال من غير المحارم.
ومن لا ترتدي الحجاب الصحيح -أي تظهر أجزاء أخرى من جسدها خلاف الوجه والكفين- تعاقب بجلدها 70 جلدة أو بالسجن لمدة 60 يوماً. وفي شهر أبريل لعام 2007، قامت شرطة طهران بحملة هي الأشرس من نوعها ضد الحجاب السيئ امتدت لأكثر من عقد من الزمان؛ ففي العاصمة طهران تم تحذير الآلاف من النساء اللواتي لا يرتدين الزي الإسلامي، وتم القبض على المئات.

#### حقبة ما بعد الخميني
شهدت بداية التسعينات زيادة كبيرة في أعداد النساء العاملات في إيران، هذه الزيادة الكبيرة لم تكن لتصبح ممكنة إذا لم يقم الخميني بإزالة العوائق التي تحول دون دخول المرأة للعمل العام. كما زادت أعداد النساء اللواتي يتلقين التعليم العالي؛ كنتيجة للتعليم المجاني ومحو الأمية. واليوم تزايدت أعداد الحاصلين على التعليم العالي في إيران من النساء والرجال.
في مايو عام 1997 صوتت الأغلبية الساحقة من النساء لصالح محمد خاتمي رجل الدين الإصلاحي الذي وعد بمزيد من الحرية السياسية. وخلال فترة انتخابه، أصبحت النساء أكثر جرأة في التعبير عن آرائهن ومطالبهن وانتقاداتهن. وفوز شيرين عبادي الناشطة الإيرانية في مجال حقوق الإنسان وحقوق المرأة بجائزة نوبل للسلام زاد الناشطات النسويات داخل إيران جرأة، ووطد علاقتهن بالناشطات النسويات خارج إيران.
برزت أقوى المدافعات عن حقوق المرأة خلال فترة البرلمان السادس الإيراني، وقد حاولت الإحدى عشرة نائبة في البرلمان المكوّن من 270 مقعد حينئذٍ تغيير أكثر القوانين تحفظاً. ومع ذلك فأثناء انتخابات البرلمان السابع قام أعضاء مجلس صيانة الدستور -وكلهم من الذكور- بمنع الإحدى عشرة نائبة من الترشح، وسمحوا فقط للسيدات المحافظات بذلك، وقد غير المجلس السابع التي أقرها المجلس السادي الإصلاحي. هذا وفي الدورة العاشرة لمجلس الشوري الإسلامي في إيران تمكنت 17 نائبة من الدخول إلی البرلمان الإيراني.

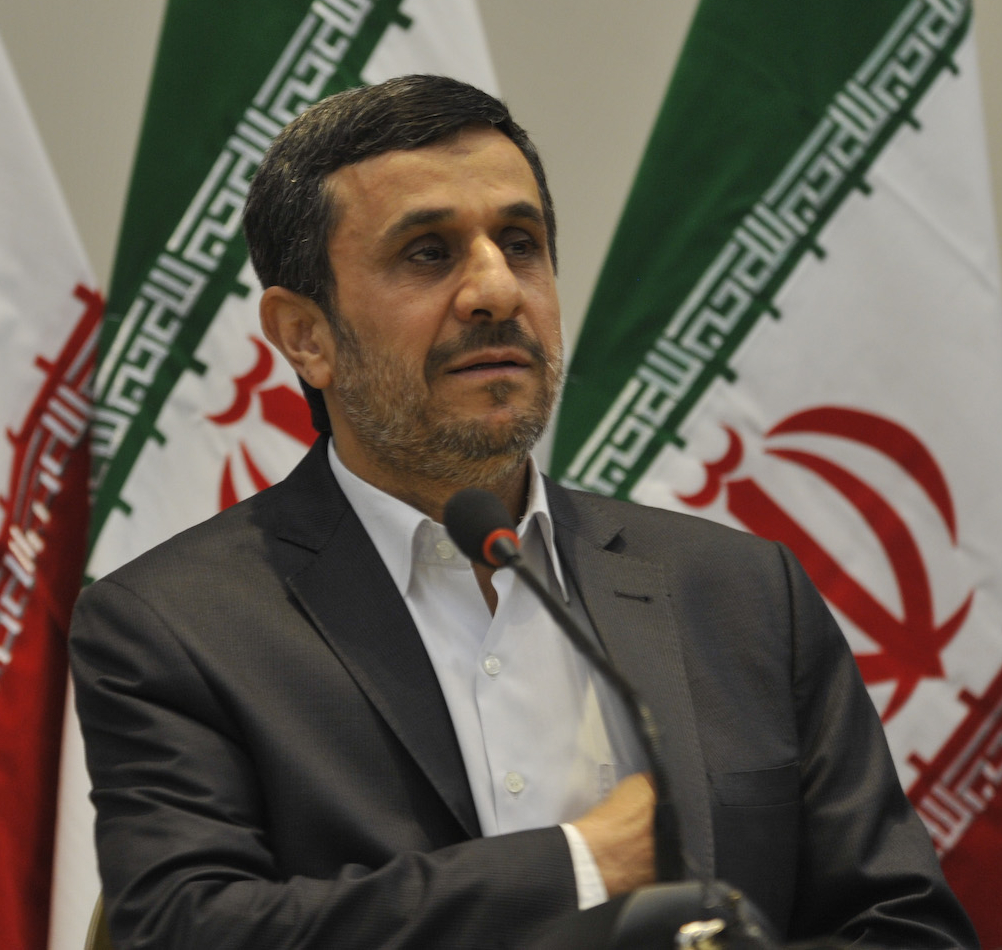
محمود أحمدي نجاد سادس رئيس للجمهورية الإسلامية الإيرانية

#### قانون الزواج
عام 1907 أصبح من القانوني توقيع وثيقة قبل الزواج تعطي حقوقاً لا توفرها عقود الزواج العادية، وفقاً لأحكام هذا العقد يفقد الزوج حق تعدد الزوجات والطلاق غير المشروط، بينما تكتسب الزوجة حق طلب الطلاق وتقسيم الممتلكات والمطالبة بالحضانة المشتركة للأطفال والحصول على نفقة لهم. عملياً لم يكن لهذه العقود تأثير يذكر؛ لأن أغلب الرجال لا يقومون بتوقيعها، كما تم ربط المهور بالتضخم، واكتسبت النساء حقوقاً قانونية للمطالبة بالطلاق أكثر من ذي قبل.
عام 2008 قدمت إدارة الرئيس محمود أحمدي نجاد «قانون دعم الأسرة» في البرلمان، وبموجبه يتم السماح للرجل بأن يتزوج للمرة الثانية دون إذن زوجته الأولى، وتم إقرار ضريبة على المهر الذي تعتبره الزوجات نوعاً من الأمان المادي إذا تم الانفصال ولم يتم إجبار الزوج على دفع النفقة. وفي سبتمبر 2008 أعيد مشروع قانون الضريبة إلى المجلس التشريعي مع شكاوي حول تعدد الزوجات والضريبة المذكورة، وتم حذفهم من القانون.
أثناء فترة حكم أحمدي نجاد شاع زواج المتعة (الذي يمكن أن يستمر من 30 دقيقة إلى مدى الحياة) نتيجة للمطالب المادية لاتفاقات ما قبل الزواج، وقد سنته فتوى أصدرت عام 1983 إبان حكم الخميني، وقد انتقد بشدة بوصفه شكلاً من أشكال الدعارة المشروعة.

#### قانون الطلاق
كان قانون الطلاق في ظل الجمهورية الإسلامية يستند على القاعدة العامة للشريعة التي تعطي الرجل وحده الحق في إنهاء الزواج في أي وقت، وذلك بناء على المادة 1133 من القانون المدني السابق (1928) الذي ينص على أن الرجل يمكن أن يطلق امرأته متى أراد.
وقد تم تعديل القانون في الدستور الإيراني عام 1967 بموجب قانون حماية الأسرة الذي منح النساء حقوقاً أكثر فيما يتعلق بالطلاق والإجراءات الإلزامية المعمول بها فيما يخصه.
منحت المرأة المزيد من حقوق الطلاق كحق طلب الطلاق في ظل ظروف معينة. المادة 1130 من القانون المدني منحت المحكمة سلطة أكبر لإصدار حكم قضائي بالطلاق إن طلبته الزوجة، وفي حالات معينة يمكن للمرأة توكيل محامٍ والإسراع من عملية الطلاق.

## التعليم

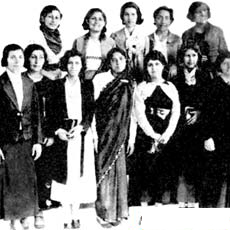
أول مجموعة تلتحق بالجامعة من النساء 1936

أسست الناشطة والكاتبة بيبي خاتوم أسترابادي أول مدرسة للبنات الفارسيات عام 1907، وفيها تتعلم الفتيات عدة مواد كالتاريخ والجغرافيا والقانون والتفاضل والتكامل والدين والطبخ.
أصرت الناشطات الإيرانيات في مجال حقوق المرأة أن التعليم هو سلاح الإيرانيات والمجتمع الإيراني، واحتججن بأن تعليم النساء أفضل لإيران؛ إذ تتمكن
المرأة المتعلمة من تربية أطفال أفضل وأنفع لدولتهم.
| المقارنة                 | قبل 1979 | اليوم     |
| ------------------------ | -------- | --------- |
| القراءة والكتابة (15-24) | 42.33%   | 97.70%    |
| القراءة والكتابة >15     | 24.42%   | 79.23%    |
| الطلبة                   | 48,845   | 2,191,409 |
| الخريجون                 | 122,753  | 5,023,992 |
| الخريجون(%)              | 2.4%     | 18.4%     |
| العمر عند الزواج الأول   | 19.7     | 23.4      |

ويعد دخول 12 طالبة لجامعة طهران هو بداية اقتحام النساء للتعليم الجامعي في إيران.
واعتباراً من عام 2006 شكلت النساء أكثر من نصف الطلاب الجامعيين في إيران و70% من طلبة كليات العلوم والهندسة. وتشكل هذه الاتجاهات التعليمية والاجتماعية إزعاجاً لجماعات المحافظين الإيرانيين، وقد حذر تقرير صادر عن مركز بحوث مجلس الشورى الإيراني (الذي يسيطر عليه المحافظون) من أن المعدلات الكبيرة لالتحاق الفتيات بالجامعة قد تسبب تفاوتاً اجتماعياً واختلالات اقتصادية وثقافية بين النساء والرجال.
وفي 1994 أعلن علي خامنئي المرشد الأعلى الإيراني أن نسبة الفتيات الجامعيات كانت 33% قبل الثورة الإسلامية، ووصلت إلى 60% عام 2012. أحدثت الثورة الإيرانية تغييرات اجتماعية ساعدت عدداً أكبر من النساء في الالتحاق بالجامعات، واليوم تشكل الفتيات أكثر من 60% من طلبة الجامعات.
وقد تميزت العديد من النساء في العلوم المختلفة كآلينوش طريان ومريم ميرزاخاني التي فازت بميداليات ذهبية في أولمبياد الرياضيات العالمي لعامي 1994 و1995. وفي عام 2014 جعلها عملها في الديناميكا أول امرأة تفوز بميدالية فيلدز الجائزة الأكثر أهمية على مستوى العالم في مجال الرياضيات.
وفي عام 2001 أقرت جامعة تربية مدرس وجامعة العلامة الطباطبائي وجامعة الزهراء الدراسات النسائية للحصول على درجة الماجستير في الآداب، وبعد فترة وجيزة أقرت جامعة طهران برنامجاً مشابهاً.

## الرياضة

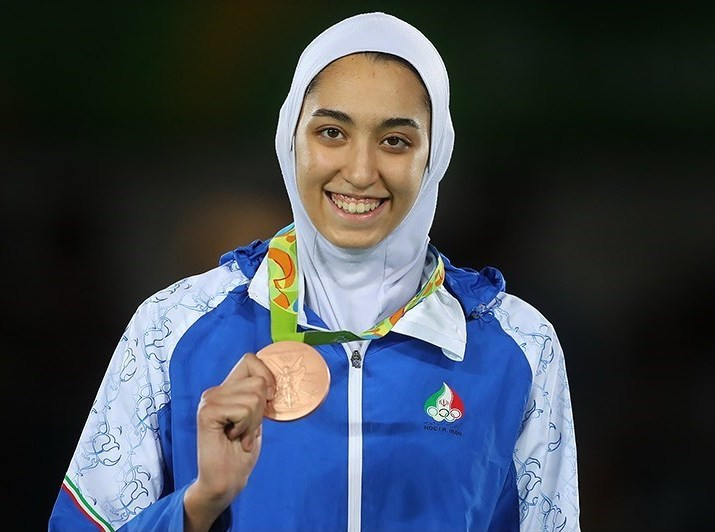
كيميا علي زاده أول امرأة إيرانية تحرز ميدالية في تاريخ الألعاب الأولمبية الإيرانية وذلك بفوزها ببرونزية وزن الـ 58 كيلوغرام ضمن منافسات التايكوندو في الألعاب الأولمبية الصيفية 2016

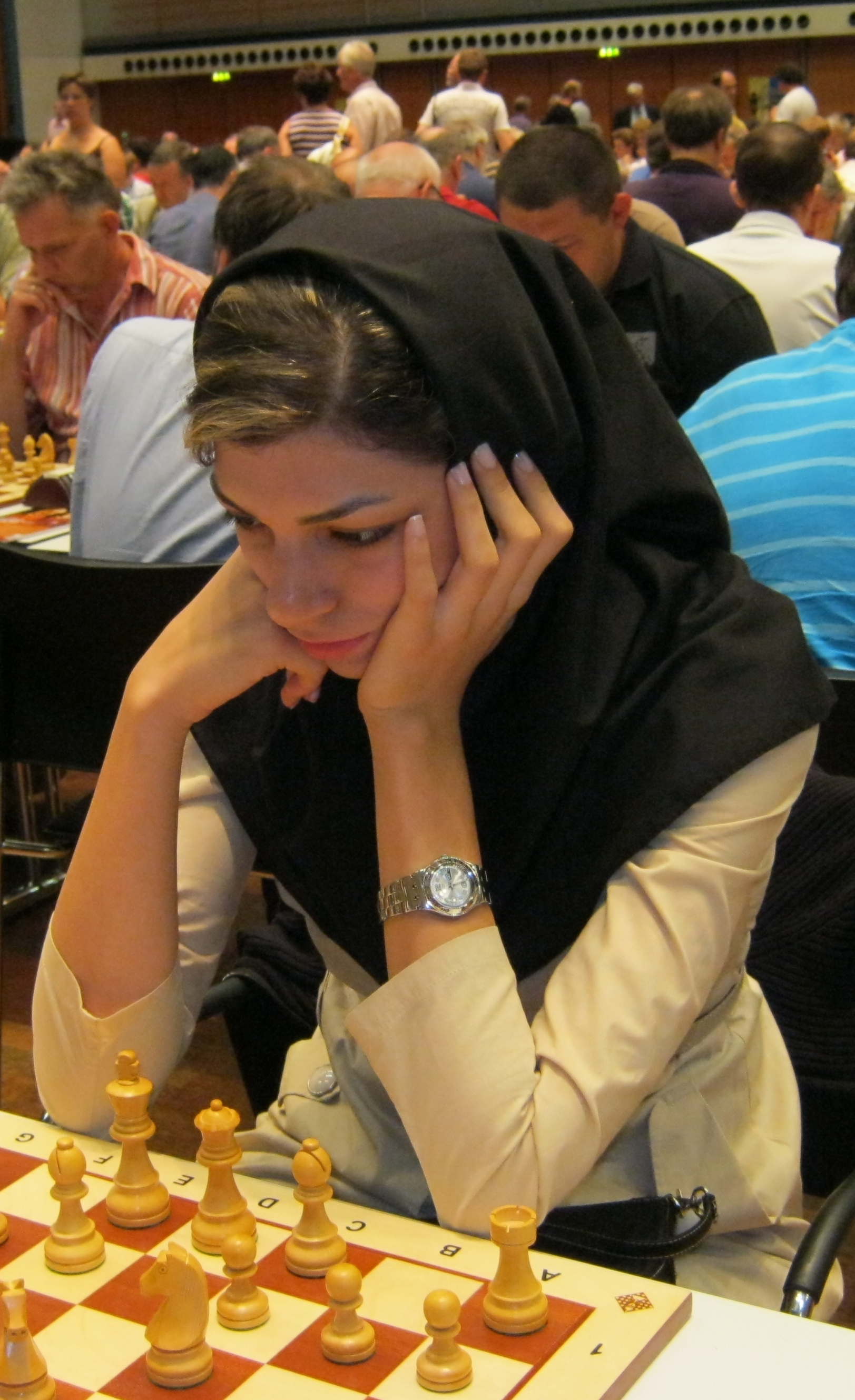
آتوسا بوركاشيان بطلة العالم للشباب في الشطرنج عام 2000، فئة فتيات تحت 12 سنة.

ساهمت النساء في تطوير لعبة البولو التي نشأت في الملاعب الملكية لبلاد فارس قبل 2500 عام.
اليوم، تتيح المدارس الإيرانية ممارسة الرياضة لطلابها بما فيهم الفتيات، والفريق القومي الإيراني للسيدات يلعب كرة القدم والتايكوندو والشطرنج وسباقات المضمار والميدان. ورغم القيود، هناك العديد من اللاعبات الإيرانيات اللواتي أحرزن ميداليات في المسابقات الدولية. عام 2004 أحرزت زهرة أزجاردون ميدالية فضية في لعبة السانشو (بالإنجليزية:sanshou [الإنجليزية]) في مسابقة الووشو للآسيويات. وفي ديسمبر 2005 أحرزت إيران تاج كرة الكانوي للنساء الآسيويات.

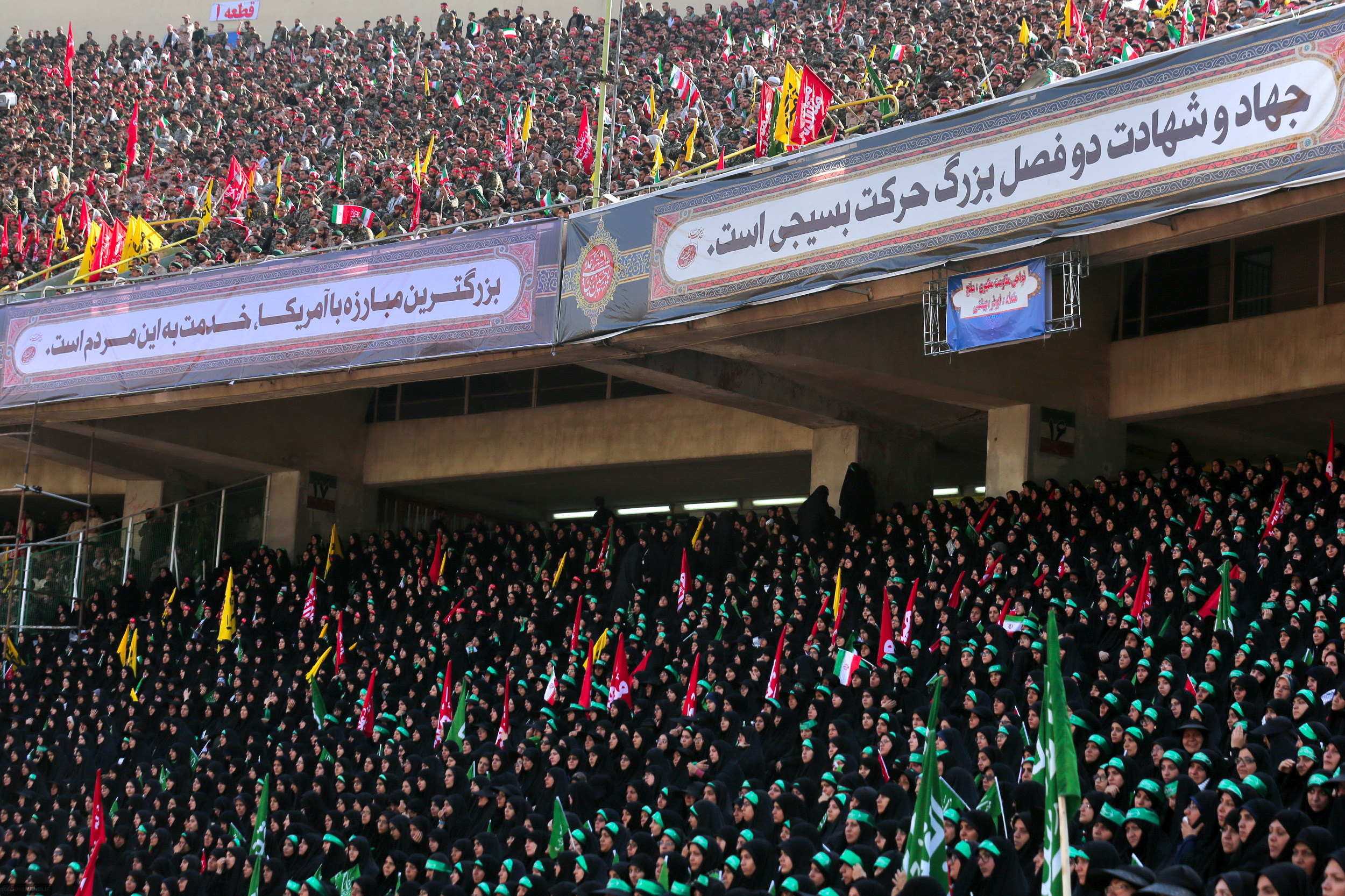
نساء إيرانيات في المؤتمر الأعظم لأعضاء الباسيج في ملعب أزادي، 4 أكتوبر 2018

في 30 مايو 2005 أصبحت فرخندة صادق (مصممة جرافيك) ولاليه كيشافاراز (طبيبة أسنان) أول سيدتين مسلمتين تصعدان قمة إفرست. وفي 2006 فازت لاعبات رياضة الوارسو بخمس ميداليات في مهرجان الووشو العالمي الدولي الثالث في وارسو، بولاند. وأفضل سائقة سيارات سباق في إيران هي لاله صدیق وتعرف بـ«شوماخر الشرق»، ومع ذلك ففي ديسمبر 2007 تم منعها من السباق لمدة عام بتهمة العبث بمحرك سيارتها، وقد دافعت عن نفسها ونفت التهمة، وقالت أن سبب استبعادها هو أنها امرأة وفقط.
ومن ضمن أشكال الاحتجاج على الفصل بين الجنسين في إيران حدث تم عام 1997 يدعى «ثورة كرة القدم»؛ حيث قامت 5000 امرأة تقريباً بتحدي حظر دخول ملاعب كرة القدم واقتحمن البوابات لينضممن إلى 120,000 رجل للاحتفال بفريق إيران القومي لكرة القدم الذي عاد إلى البلاد من التصفيات المؤهلة لكأس العالم.
تم منع اللاعبات الإناث من المشاركة في دورة الألعاب الأوليمبية، وفي ديسمبر 2007 أرسل نائب رئيس اللجنة الأوليمبية الإيرانية عبد الرضا سافار رسالة لجميع الاتحادات الرياضية عن «السلوك الحسن للاعبين ذكوراً وإناثاً»، وأنه سوف يتم إنزال أقصى العقوبات بمن يخالف التعاليم الإسلامية أثناء المسابقات الرياضية في الداخل والخارج، ولا ينبغي على الرجال تدريب النساء. تم اعتبار الفريق الإيراني للكرة الطائرة أفضل فريق في آسيا، لكن ولعدم وجود مدربات إناث تم منعه من المنافسة العالمية. كما يتم السماح للنساء بالمشاركة في الرياضات التي تتطلب خلع الحجاب، لكن فقط في الساحات التي لا تضم غير الإناث، ويمنعن من المناسبات العامة إذا تضمن المتفرجون رجالاً غرباء؛ لذا فمن ضمن 53 لاعباً إيرانياً في أوليمبيات بكين كانت هناك ثلاث لاعبات فقط، هنَّ: سارة خوشجمال فكري (في التايكوندو)، نجمه آبتین (في الرماية) وهما حسیني (في التجديف).
ولا ترتدي الإناث الليكرا لأنه يوضح شكل الجسم، وأثناء مشاركة هما حسیني في التجديف كان ينبغي عليها ارتداء الحجاب وحمايته بقبعة وبذلة رياضية يعلوها رداء فضفاض طويل الأكمام. وإن لم تمتثل اللاعبات لقواعد الزي المحدد، يتم عقابهن عقاباً صارماً ومنعهن من المشاركة في أي منافسة أخرى محلية أو عالمية.
عام 2000 أصبحت آتوسا بوركاشيان بطلة العالم في الشطرنج، وفي أوليمبيات أثينا لعام 2004 كانت هناك لاعبة إيرانية واحدة فقط.

## صحة المرأة
في القرن العشرين قامت الناشطات الاجتماعيات والعاملات في مجال الصحة والمنظمات غير الحكومية بتعزيز صحة المرأة بالتشديد على أهمية إجراء الفحوصات الدورية مثل مسحة عنق الرحم، تصوير الثدي الشعاعي، واختبارات الدم. كما تم التشديد على استخدام فيتامين دي والكالسيوم والعلاج بالهرمونات البديلة للوقاية من هشاشة العظام.
عام 2005 وافق البرلمان الإيراني على إجراء الإجهاض قبل أربعة أشهر إذا شكل الحمل خطراً على حياة الأم أو في حالة إصابة الجنين بتشوهات. وبدعم فني من صندوق سكان الأمم المتحدة قامت الحكومة بمبادرات محو الأمية وتنظيم الأسرة. وقد شملت مساهمات الصندوق لمنظمة محو الأمية في إيران تدريب أكثر من 7000 معلم، وعمل سلسلة من تسع حلقات عن صحة المرأة (بما فيها تنظيم الأسرة)، وشراء أجهزة كمبيوتر وغيرها من المعدات.

## الحركة النسائية في إيران

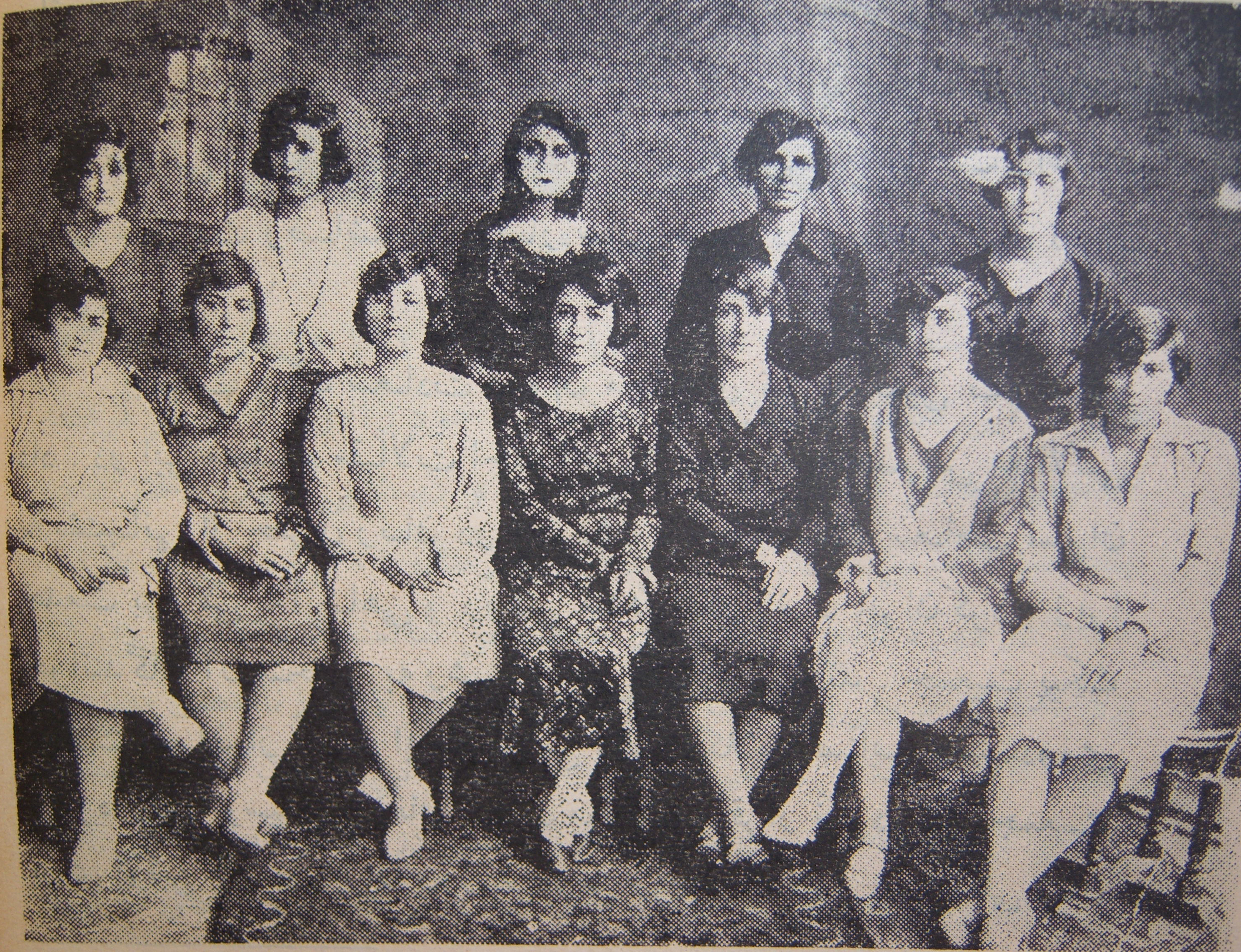
مديرات جمعية النساء الوطنيات الإيرانية التي أنشأت في طهران (1923-1933)

الحركة النسائية الإيرانية هي الحركة الاجتماعية التي قامت بها النساء في إيران من أجل الحصول على حقوق المرأة الإيرانية، برزت هذه الحركة لأول مرة بعد وقت من الثورة الدستورية الإيرانية في 1910، وأول مجلة تم إصدارها بواسطة امرأة في إيران هي «دانش»Danesh [الإنجليزية] عام 2010، وقد استمرت الحركة حتى عام 1933 حيث انحلت آخر جمعية نسائية على يد حكومة الشاه رضا بهلوي، ثم برزت ثانيةً بعد الثورة الإسلامية الإيرانية عام 1979.
خلال حركة الحقوق المدنية في إيران في التسعينات، قامت السيدات المسلمات من فصائل سياسية مختلفة بتقديم تفسيرات للدين الإسلامي والشريعة أكثر موالاةً للمرأة؛ مما أدى إلى إعطاء أهمية لقضايا المرأة في الخطاب العام والسياسة. عادةً لم تتمكن النساء من إمامة المصلين في الصلاة، لكن وبفضل جهود الإصلاحيين أصبحن يأممن المصلين في صلاة الجماعة. وسياسياً تم انتخاب 297 امرأة لمجالس المدينة و484 امرأة للمجالس الريفية في انتخابات المجالس البلدية عام 1999. وفي 56 مدينة تصدرت السيدات قائمة أعضاء المجالس المنتخبين من حيث عدد الأصوات، وفي 58 مدينة أخرى جاءوا في المراتب الثانية. وخلال أول عامين من حكم خاتمي بداية من 1997، تولت 1000 امرأة مناصب تنفيذية أو حافظت على واجباتها التنفيذية. وفي الاقتصاد، جعل مجلس الوزراء الحد الأدنى للأجور لدى الإناث مماثلاُ لنظيره لدى الذكور.
القانون المدني الإيراني يميز بين الجنسين بشكل كبير؛ فالكثير من القوانين تنحاز للرجال على النساء، وتتبع إيران قوانين إسلامية صارمة؛ وأحد القوانين في إيران هو سن البلوغ، ففي إيران عندما يصل الأطفال إلى سن البلوغ يكتسبون المسؤولية الجزائية، أي أنه بمجرد تخطي الطفل سن البلوغ فإنه يعامل كبالغ، الأمر الذي يعد تمييزاً ضد المرأة؛ فالفتاة تبلغ في العاشرة من عمرها تقريباً بينما يبلغ الفتى في الرابعة عشر، هذا يعني أن فتاة لا تتعدى العاشرة قد تتم معاملتها كمجرمة. تختلف العقوبات من السجن إلى الجلد، والإعدام في حالات نادرة.
القوانين في إيران ضد المساواة بين الجنسين؛ فالعديد من النساء يتعرضن لمعاملة سيئة خاصة من قبل ضباط الشرطة، على سبيل المثال أعمال العنف التي شهدتها النساء أثناء انتخابات إيران الرئاسية 2009؛ حيث تم إلقاء القبض على كثير من النساء أدلين بأصواتهن لصالح مير حسين موسوي. وتتذكر إحدى النساء ما حدث في السجن قائلةً أن أحد حراس السجن خاطبهن قائلاً: «سوف أفعل شيئاً لن تنسوه أبداً، ولن تفكرون في الخروج من منازلكم مرة أخرى، وبعدها إن سمعتم اسمي ثانيةً سوف ترتعدون»، وفي النهاية لم تحسب أصوات هؤلاء النساء، وفاز محمود أحمدي نجاد بأغلبية ساحقة؛ مما أدى إلى احتجاجات واسعة ضد هذه الانتخابات باعتبارها مزورة، لكن أحمدي نجاد تولى زمام السلطة رغم كل ذلك.
بعد فترة وجيزة من انتخابات 2009، قامت السلطات الإيرانية بمراقبة العديد من تطبيقات الإنترنت كالفيس بوك بسبب التأثير الكبير القادم من الخارج، ومع هذا لجأ الكثير من الإيرانيين إلى المدونات لنشر الوعي، فعلى سبيل المثال استخدمت شيرين عِبادي المدونات للدفاع عن حقوق الإنسان، خاصةً النساء والأطفال. وقد تعرضت لانتقادات عدة بالاختلاف مع الدين الإسلامي، ومع هذا فازت بجائزة نوبل للسلام عام 2003 بسبب مبادرتها بحركة حقوق الإنسان في إيران. واليوم يستخدم الكثير من الإيرانيين المدونات لتسلية ونشر القصص والشروع في حركة جديدة.

### حملة حريتي الخفية
على الرغم من أن حثوث المرأة في إيران لا تزال أبوية إلى حد كبير، لكن الرجال والنساء يتحدون ذلك. وعن طريق وسائل التواصل الاجتماعي يشن الرجال والنساء حملات لتغيير النظام الأبوي في إيران. وقد أطلقت الصحفية مسيح علي نجاد هاشتاج (MyStealthyFreedom#) لتشجيع متابعيها الإيرانيات على خلع الحجاب. تتبع إيران التعاليم الإسلامية الصارمة التي تحتم على النساء ارتداء الحجاب طوال الوقت. كان الهدف من حملة علي نجاد نشر الوعي بحق اختيار الملابس وكونها حرية شخصية، وقد تخطى عدد متابعي صفحة الحملة على الفيس بوك المليون متابع. وعلى الرغم من أن معظم مواقع التواصل الاجتماعي محجوبة في إيران، إلا أن الكثير من الإيرانيين يستخدمون وسائل أخرى لنشر الوعي.

### حملة المليون توقيع
في 27 أغسطس 2006 انطلقت حملة جديدة في إيران هي حملة المليون توقيع والتي تهدف إلى إنهاء التمييز ضد المرأة في القوانين الإيرانية عن طريق جمع مليون توقيع. ومن هذه القوانين القانون الذي يجعل شهادة المرأة القانونية أقل قيمة من شهادة الرجل، والقانون الذي يحد من العقوبة الناتجة عن الإصابة أو القتل الخطأ للمرأة ويجعلها نصف الرجل.

أول غلاف لمجلة زنان

يضم الداعمون لهذه الحملة نشطاء حقوق المرأة الإيرانيين داخل إيران ونشطاء عالميين منهم العديد من الحائزين على جائزة نوبل للسلام. وتبعاً لنيرة توحيدي الأستاذة في جامعة كاليفورنيا الحكومية فإن النساء اللواتي يجمعن التوقيعات هوجمن وتم القبض عليهن؛ مما أخر الحملة وجعلتها تتخطى هدفها وهو عامان.
وبعد الانتصار الذي تحقق بمشروع قانون الزواج في سبتمبر 2008، حوكمت أربع سيدات شاركن في حملة المليون توقيع بتهمة المساهمة في مواقع محظورة؛ وهن: مريم حسين خان، ناهد كيشافاراز، جلفيه جواهري وبارفن أردلان.

### مجلة زنان
عام 1992 قامت شهلة شركات بتأسيس مجلة «زنان» (مجلة المرأة) التي ألقت الضوء على اهتمامات المرأة الإيرانية، وجست نبض السياسيين بتغطيتها الحادة للسياسات الإصلاحية والعنف المنزلي والجنس. وهي أهم مجلة نسائية نشرت بعد الثورة الإسلامية. انتقدت زنان القوانين المبنية على الشريعة الإسلامية. وقد غطت مقالاتها موضوعات مثيرة للجدل كالعنف المنزلي وجراحة التجميل، وقد احتجت بأن المساواة بين الجنسين هي من الإسلام، وأن النص الديني قد أسيء فهمه واستخدامه من قبل كارهي النساء. وقد قادت مهانزيج كار وشهلة لاهجي وشهلة شركات رئيسة تحرير المجلة المناقشات حول حقوق المرأة وطالبن بإصلاحات، ولم تستجب القيادات، لكن ولأول مرة بعد الثورة لم يتمكنوا من إسكات الحركة، ومع هذا فإن المجلة قد تم إغلاقها في نهاية يناير 2008 بتهمة تهديد الأمن النفسي للمجتمع. وقد كانت مجلة المرأة الفارسية الوحيدة حينئذِ.

## النفوذ الدولي والحركة النسائية

### النطاق الثقافي الفارسي

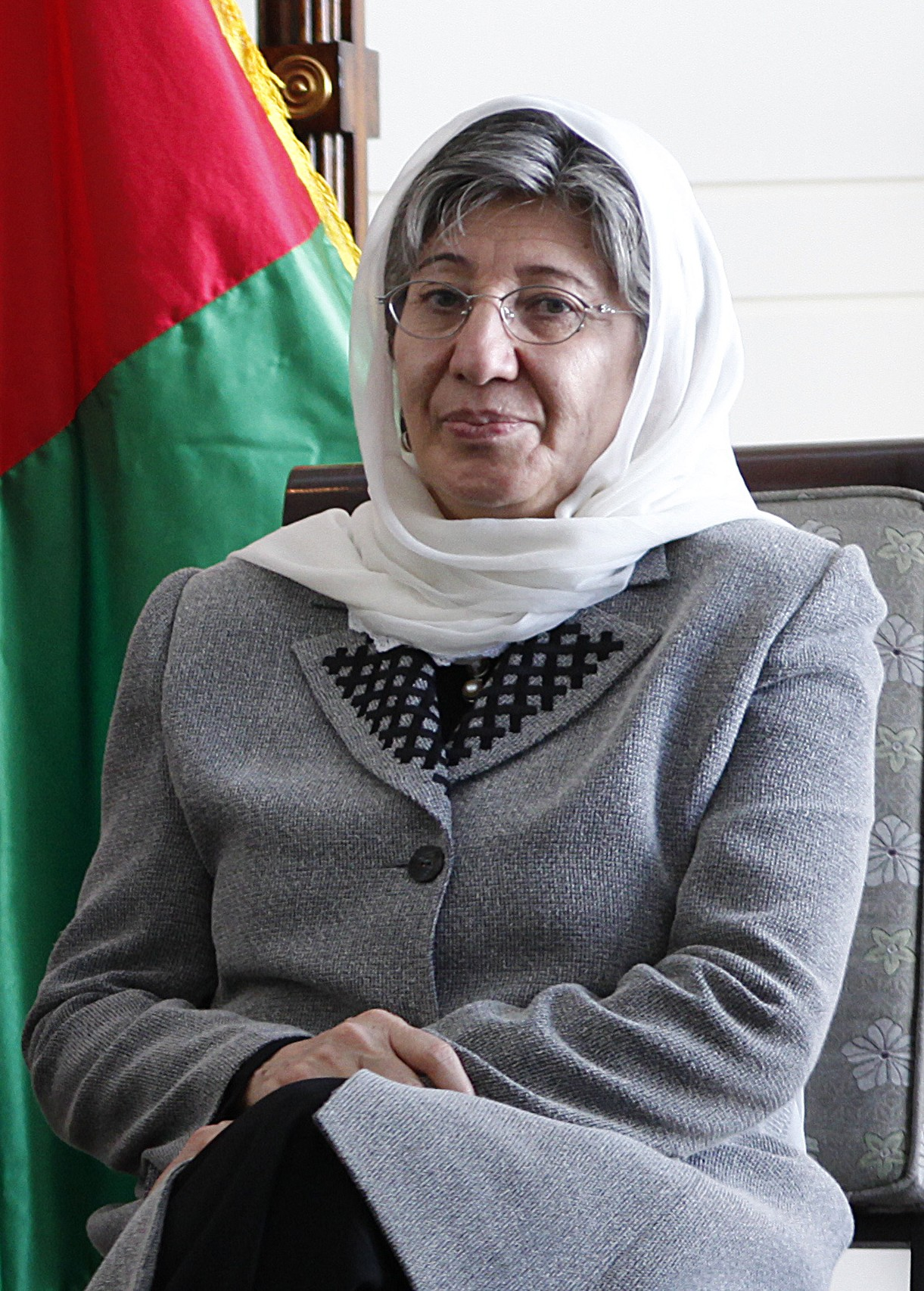
سيما سمر في 2011

النساء في إيران على اتصال بأخريات من نفس النطاق الثقافي من الدول الناطقة بالفارسية، وبشكل رئيسي طاجيكستان، أفغانستان وكردستان العراق وأواسط آسيا. العديد من الناشطات النسويات والفنانات والأديبات عبرن الحدود لمساعدة بعضهن البعض، وعلى سبيل المثال ساهمت الصحفية الإيرانية جيلا بني يعقوب والمخرجة سميرة مخملباف في الثقافة الأفغانية. كما كتبت الصحفية فرح كريمي كتاباً ينتقد السياسات العسكرية الهولندية في أفغانستان، وفي عام 2006 تم تعيينها كممثل للأمم المتحدة لشؤون أفغانستان. وعلاوة على ذلك قام البنك الدولي عام 2003 بتمويل «شبكة النساء الفارسيات» لدعم النساء الفارسيات في الدول الناطقة بالفارسية.
ومن الشخصيات المؤثرة في أفغانستان سيما سمر ناشطة أفغانية في قضايا حقوق الإنسان ووزيرة سابقة، وصفية أما جان الناشطة الطاجيكية الأفغانية في مجال حقوق المرأة.
وفي طاجكستان أسست النساء الطاجيكيات في العقود الأخيرة أكثر من 1000 منظمة غير حكومية للدفاع عن حقوقهن وتحسين ظروف حياتهن. وكانت شيرين عبادي الحاصلة على جائزة نوبل للسلام مثالاً يحتذى به لجيل جديد من الطاجيكيات، والكثير من سيدات الأعمال الطاجيكيات لديهن علاقات اقتصادية مع إيران. وقد عقد مؤتمر في إيران عام 2005 عن الفقر بين النساء، وتمت دعوة مجموعة من الناشطات والصحفيات وأساتذة الجامعات واللاعبات إلى إيران لتبادل الخبرات.

### العلاقة مع الحركة النسائية الغربية
يرجح البعض أن الحركة النسائية الإيرانية لا يمكن أن تنجح إلا بمساعدة النسويات الغربيات، والمدافعون عن هذا المنظور يرون أنه مهما حققت النسويات الإيرانيات من إنجاز، فإنها ستظل أقل مما حققته نظيراتهن الغربيات.
ويرى البعض أن النشاط المحدود للنسويات لن يؤتي ثماره إلا إذا تم تشكيل اتحاد عالمي من النساء من كافة الجنسيات والديانات.
وعلى العكس، هناك وجهة نظر أخرى ترى أن الحركة النسائية العالمية حتماً سوف تتجاهل وتقوّض العناصر المميزة للنسوية الإيرانية الأصلية النابعة من تاريخهن ودينهن.

## جرائم ضد المرأة
أشارت منظمة العفو الدولية أن العنف ضد المرأة في المناطق الكردية من إيران لا يمكن حصره، لكن العنف والتمييز ضد المرأة في هذه المناطق منتشر ومتقبَّل أيضاً. كما أن الثقافة الكردية التي تتسامح مع الزواج القسري وزواج الأطفال تدفع إلى استمرار الخوف من العنف ضد المرأة الكردية. ووفقاً للأمم المتحدة فإن التمييز ضد المراة في القانون المدني وقانون العقوبات يلعب دوراً كبيراً في تمكين الرجال وتعريض الإناث للعنف. وقوانين العقوبات المستقاة من الشريعة كالحدود والدية والقصاص ذات أهمية خاصة لتحقيق المساواة بين الجنسين، والعديد من المنظمات الكردية ترى أن حقوق المرأة الإيرانية مهددة بسبب التدخل من قبل الإسلاميين. وتقرير اليونيسيف لعام 1998 يفيد أنه بالرغم من ارتفاع معدلات الزواج القسري الذي يتضمن حالات زواج مبكر في كردستان، إلا أنها آخذة في الانخفاض. وفي 2001 صدر تقرير يفيد بأن 565 امرأة قتلت في جرائم شرف في إيران، منهن 375 حالة عُدت تضحية بالنفس.
في إيران بعض الدراسات أشارت إلى أن ختان الإناث (النوع الأول والثاني) بين المهاجرين العراقيين والأقلية الكردية تتراوح نسبته ما بين 40٪ إلى 85٪. وفي دراسة سنة 2012 أجريت في كرمانشاه وهي مقاطعة إيرانية، وجد أن ختان الإناث شائع بين نساء رفانسر، وأكثر من 55% من الإناث تم تشويه أعضائهن التناسلية في سن أقل من 7 سنوات. وفي دراسة جديدة عام 2015 وجد أن ختان الإناث ممارسة شائعة بين النساء الفارسيات والكرديات والآذريات (60% منهن في جزيرة قشم على سبيل المثال)، خاصةً في المناطق الشمالية والغربية والجنوبية من إيران، ومع هذا لا تتم ممارسته في المناطق الشمالية من غرب أذربيجان (حيث الأتراك الأذريين والكرمنجيين الناطقين بالكردية)، ولا جنوب كرمانشاه والأجزاء الشمالية من هرمزغان، وقد حظت هذه الدراسة باعتراف عالمي، كما نوقشت في مجلس حقوق الإنسان في جنيف في 19 يونيو 2015 للقضاء على ختان الإناث. وفي دراسة أخرى لعام 2015 بواسطة كميل أحمدي عالم الأنثروبولوجيا، وجد أن معدل ختان الإناث في غرب إيران يصل إلى 16%.
قام كميل أحمدي بتصوير الفيلم الوثائقي الأول والوحيد حتى الآن عن الختان في إيران «باسم التقاليد»، وذلك أثناء إجراء الدراسة المذكورة آنفاً في القرى الكردية والأحياء مهاباد وبعض قرى كردستان وهورامان. وهو متاح للجمهور الآن إلى جانب الدراسة، ويتضمن لقطات مسجلة ومقابلات مع نساء وأشخاص يقومون بعملية الختان، ويشمل أيضاً آراء السكان المحليين والأطباء ورجال الدين.
ختان الإناث ليس بالأمر الجديد في إيران، لكن ولعدم توفر البيانات اللازمة؛ يصعب على الباحثين معرفة الحقائق حول بداية ظهوره في إيران، والحكومة تتردد في الاعتراف بوجوده، وكذلك عامة الشعب؛ فالأمر برمته أصبح من التابوهات.
في إيران تحدث جرائم الشرف في المقام الأول بين الأقليات القبلية كالعربية والكردية والبلوشية والقبائل الناطقة بالكردية، أما الفرس فهي أقل؛ فهُم -اجتماعياً- أقل محافظةً. ومن أسباب جرائم الشرف في إيران قوانين الأسرة التمييزية في القانون الجنائي، والتي تظهر تسامحاً تجاه جرائم الشرف، والمجتمع الذي يهيمن عليه الذكور بدرجة كبيرة.

## وصلات خارجية
- منع النساء من العمل هو ضد الإسلام: آية الله علي الخامنئي.
- زان. نسخة محفوظة 8 أكتوبر 2010 على موقع واي باك مشين. (بالفارسية)
- إيران-دخت. (بالفارسية)